# Soleil dans le ciel de Saint-Paul
Soleil dans le ciel de Saint-Paul (Sonce na nebu Saint-Paula) je slika v olje na platnu rusko-francoskega umetnika Marca Chagalla iz leta 1983. Hrani se v zasebni zbirki.

## Slika
Slika upodablja prepoznavno veduto Saint-Paul-de-Vencea, enega najstarejših srednjeveških mest na francoski rivieri, nad katerim dominira cerkev na njegovem vrhu. Delo je še posebej barvno bogato in ima zelo uravnoteženo kompozicijo. Modro nebo nad mestom vsebuje veliko svetlo rumeno Sonce ter različne druge elemente iz umetnikove ikonografije – živali, glasbenike in leteči par.
S sopostavljanjem teh podob Soleil dans le ciel de Saint-Paul združuje Chagallovo ljubezen do njegovega sredozemskega doma z njegovo značilno sanjsko slikovno vizijo. S svojim svobodnim slogom in svetlimi, prosojnimi barvami delo ponazarja učinek, ki ga je imel jug Francije na Chagallovo umetnost. »Južna francoska pokrajina je Chagalla presenetila s svojim bogastvom barv in liričnim vzdušjem, očarala ga je z lepoto svojih cvetov in listja. Ti vtisi so se znašli v njegovih slikah tistega časa, oplemenitili njihovo sliko in jim dali dotlej neznan sijaj.«
Slika s svojo fantastično, sanjsko kompozicijo postane izraz umetnikovih notranjih občutij in spominov, ne pa objektivna projekcija zunanjega sveta in znane pokrajine. Kot take Chagallove slike kljubujejo simbolnemu pomenu in kategorizaciji. Zlasti njegove sanjske pokrajine se upirajo interpretaciji kljub vseprisotnosti ponavljajočih se slikovnih simbolov; s ponavljanjem postanejo znani in smiselni, manifestacije bogate in barvite domišljije, ki je ni mogoče razumeti z intelektom, temveč z intuicijo. Kot je umetnik sam izjavil: »Zame je slika površina, prekrita s predstavami stvari (predmetov, živali, ljudi) v določenem vrstnem redu, v katerem logika in ilustracija nimata pomena. Vizualni učinek kompozicije je tisto, kar je najpomembnejše«.

## Zapuščina
Slika je služila kot navdih za ansambel z revije modne hiše Valentino Haute Couture pomlad/poletje 2015. Chagallov ruski prednik je bil glavni motiv za okrasje, ki je osrednjega pomena za oblikovalčevo estetiko.